# Гелепху
Гелепху (дзонґ-ке དགེ་ལེགས་ཕུ་) — місто в Бутані, адміністративний центр дунгхага Гелепху, дзонгхаг Сарпанг. Місто розташоване на кордоні з Індією.
Населення міста — 9199 осіб (перепис 2005 р.), а за оцінкою 2012 року — 10 416 осіб.
Місто Гелепху знаходиться на кордоні з Індією.

## Транспорт

### Автомобільна інфраструктура
На заході Гелепху з'єднане автомобільною дорогою з прикордонним містом Сарпанг, адміністративним центром дзонгхага, звідки дорога йде на північ у бік Пунакха через Дампху і Вангді-Пходранг. На північ з Гелепху йде дорога до міст Жемганг і Тонгса.

### Залізнична інфраструктура
Передбачається з'єднати Гелепху 58-кілометровою залізничною гілкою з містом Кокраджхар (штат Асам), у результаті чого місто буде з'єднане з індійською залізничною мережею.

### Аеропорт «Гелепху»
Будівництво аеропорту в Гелепху планувалося з початку 2000-х років, проте зіткнулось з серйозними перешкодами, у тому числі відсутністю готових підрядників на проектових торгах.
В червні 2011 року планувалося відкриття аеропорту Гелепху для місцевих перевезень. Однак роботи було розпочато лише в липні 2011 року, а завершення очікувалось в квітні 2012 року.